# Allnationale Koalition
Allnationale Koalition (tschechisch: všenárodní koalice) ist die Bezeichnung für einen koalitionsähnlichen Zusammenschluss mehrerer Parteien in der Tschechoslowakei zwischen 1918 und 1926, welcher in der Zeit nach der Staatsgründung im Oktober 1918 die Regierungen stellte beziehungsweise deren Bildung beeinflusste.

## Entstehung und Wirkung
Das Attribut „allnational“ sollte zum Ausdruck bringen, dass sich an diesem Zusammenschluss die wichtigsten Partien des ganzen Landes beteiligten. Es handelte sich hierbei um die folgenden Parteien:
- Československá sociálně demokratická strana dělnická (ČSDSD), Tschechoslowakische Sozialdemokratische Arbeiterpartei, Vertreter Rudolf Bechyně,
- Československá strana socialistická (ČSS), Tschechoslowakische Sozialistische Partei, Vertreter Jiří Stříbrný,
- Československá strana lidová (ČSL), Tschechoslowakische Volkspartei, Vertreter Jan Šrámek,
- Československá národní demokracie (ČsND), Tschechoslowakische Nationaldemokratie, Vertreter Alois Rašín,
- Republikánská strana zemědělského a malorolnického lidu (RSZML), Republikanische Partei des landwirtschaftlichen und kleinbäuerlichen Volkes (kurz Agrarpartei), Vertreter Antonín Švehla,

wobei einige von ihnen in der Zeit nach 1918 auch mehrfach umbenannt wurden.
Die fünf vertretenen Parteien gehörten zu den wichtigsten und größten in der Tschechoslowakei und repräsentierten auch die wichtigsten Strömungen des damaligen politischen Spektrums. Allerdings konnte der Anspruch, die Mehrheit der Bevölkerung zu repräsentieren, nicht erfüllt werden. Die tschechischen politischen Parteien (und im Nachhinein auch die slowakischen) stellten die Existenz des nationalen tschechoslowakischen Staates in den Vordergrund, während die anderen Parteien der Minderheiten dies nicht forderten und zum Teil auf andere Lösungen hofften. Vor allem die deutschen Parteien manövrierten sich somit in die Opposition, was eine zentripetale Wirkung auf die tschechischen Parteien hatte, welche die nationale Frage als den gemeinsamen Nenner ergriffen und ihre politischen Unterschiede zuerst verdrängen konnten.
Die nicht vernachlässigbaren deutschen Parteien (Sozialdemokratie, Agrarpartei, Volkspartei) waren bis in die Mitte der zwanziger Jahre aus diesem Grund nicht in der Koalition vertreten, obwohl sie in Böhmen und Mähren rund ein Drittel (und bezogen auf die ganze Tschechoslowakei knapp ein Viertel) der Bevölkerung vertraten. Teilweise wurden sie jedoch in die Entscheidungen mittelbar über ihre tschechischen „Schwesterparteien“  einbezogen; so konnte zum Beispiel der deutsche Bund der Landwirte sich über die tschechische Agrarpartei beteiligen. Die lokalen Parteien in der Karpatenukraine und die Parteien der ungarischen Minderheit in der Slowakei haben keine größere Bedeutung erlangt.
Parteien aus dem Rand des politischen Spektrums waren in der Koalition nicht vertreten: die tschechische extreme Rechte hat nie eine Bedeutung erlangt; die erst im Mai 1921 gegründete Kommunistische Partei der Tschechoslowakei, die bei den Parlamentswahlen im November 1925 mit 13 % der Stimmen und 20 Mandaten nach der Agrarpartei die zweitstärkste Partei wurde, spielte eine Rolle erst nach dem Zerfall der Allnationalen Koalition.
Die Zersplitterung der Parteienlandschaft war das Erbe aus der Zeit der österreichisch-ungarischen Monarchie: an den Abgeordnetenwahlen von 1920 nahmen in der Tschechoslowakei 22 Kandidatenlisten teil, von denen 16 Mandate erzielten und nur drei mehr als 10 Prozent der Stimmen auf sich einigen konnten – ähnlich wie 1911.

## Fünferrat und Ende der Koalition
Um die Regierungsarbeit in den folgenden Jahren nach der Gründung, als es zu ersten politischen Krisen kam, besser koordinieren zu können, wurde 1921 auf die Initiative des Vorsitzenden der Agrarpartei, Antonín Švehla, ein Gremium aus je einem Repräsentanten dieser fünf Parteien gebildet, ein sogenannter „Fünferrat“ (Pětka), wo die wichtigen Diskussionen stattfanden  und Vorentscheidungen fielen, bevor sie in der Regierung beziehungsweise im Parlament diskutiert wurden. Zwar wurde dadurch die Regierungsarbeit effektiver gemacht, dies allerdings auf Kosten der Transparenz. Später wurde der Rat auf sechs beziehungsweise acht Vertreter (und Parteien) erweitert.
Bereits 1925 kamen jedoch die Differenzen in der Koalition deutlich zum Vorschein, wodurch die Koalition auseinanderbrach und es zu Neuwahlen kam. Die fünf Koalitionsparteien büßten die parlamentarische Mehrheit ein. Dem Agrarpolitiker Švehla gelang es danach, die Koalition noch einmal handlungsfähig zu machen, indem er die Gewerbepartei in die Koalition (und in den ab dem Moment umbenannten Sechserrat) aufnahm, im Frühjahr 1926 scheiterte die Koalition jedoch endgültig und zerbrach.